# Vulca

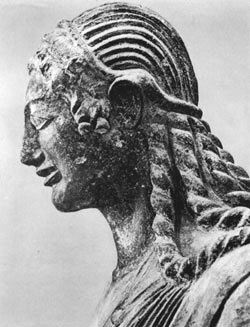
Tête de l'Apollon de Véies

Vulca est un artiste étrusque  de la cité de Véies, mentionné par Pline l'Ancien qui cite Varron ou Tite-Live), qui travailla pour le dernier roi de Rome étrusque, Tarquin le Superbe, et créa pour lui une statue de Jupiter en terre cuite pour le temple de Jupiter Capitolin,, (en latin : Aedes Iovis Optimi Maximi Capitolini) de la colline capitoline, et probablement la statue de l'Apollon de Véies,,,.